# Utrecht

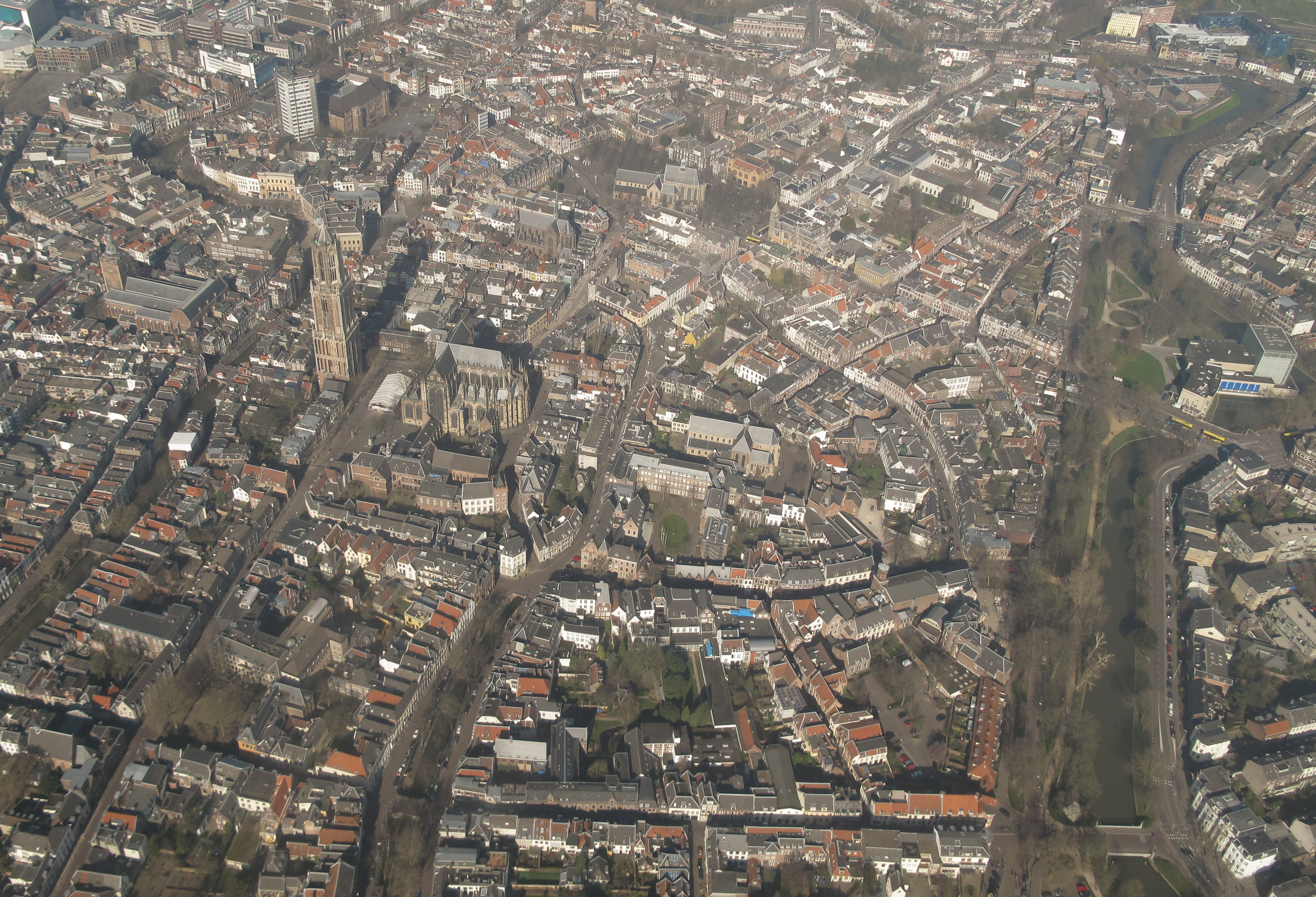
Utrechts Zentrum mit Dom

Utrecht (ˈytrɛxt, anhörenⓘ) ist eine niederländische Gemeinde und die Hauptstadt der Provinz Utrecht. Am 1. Januar 2025 betrug die Einwohnerzahl 376.435 (Agglomeration: 660.000). Die viertgrößte Stadt der Niederlande liegt zentral im Lande, weswegen dem Bahnhof Utrecht Centraal große Bedeutung für Fernverbindungen zukommt. Utrecht verfügt über eine bedeutende Universität, eine Musikhochschule (Conservatorium) und eine Fachhochschule (Hogeschool). Die Stadt ist Sitz sowohl eines römisch-katholischen als auch eines altkatholischen Erzbischofs. 

## Geografie
Utrecht liegt im Zentrum der Niederlande, etwa 40 km südöstlich von Amsterdam und 60 km nordwestlich von Arnhem, am Übergang von der Flusslandschaft des Rheins zum höher gelegenen Utrechtse Heuvelrug, einem bewaldeten Höhenzug nahe dem gleichnamigen Nationalpark. Durch Utrecht fließt der Kromme Rijn, die sich innerhalb des Stadtgebiets in die Utrechtse Vecht nach Norden und den Leidse Rijn nach Westen verzweigt. Durch die Stadt verlaufen zudem der Amsterdam-Rhein-Kanal als wichtigste Wasserstraße sowie der ältere Vaartse Rijn.
Westlich des Amsterdam-Rhein-Kanals befindet sich das Neubaugebiet Leidsche Rijn, das größte VINEX-Wohngebiet der Niederlande. Die Agglomeration Utrecht umfasst zahlreiche Vororte und Satellitenstädte, darunter Nieuwegein, Zeist und Houten.

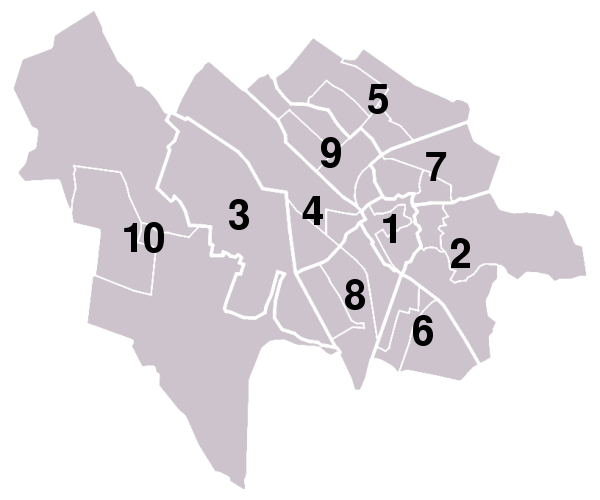
Stadtbezirke von Utrecht (01–10)

Die Gemeinde Utrecht hat eine Fläche von rund 99 km². Seit der Eingemeindung von Vleuten-De Meern und Teilen von Nieuwegein (2001) besteht Utrecht aus zehn Stadtteilen (wijken):
- 01 Binnenstad
- 02 Oost
- 03 Leidsche Rijn
- 04 West
- 05 Overvecht
- 06 Zuid
- 07 Noordoost
- 08 Zuidwest
- 09 Noordwest
- 10 Vleuten-De Meern

## Geschichte

### Römerzeit
Obwohl es Anzeichen für eine frühere Besiedlung der Region von Utrecht in der Bronzezeit gibt, wird gewöhnlich das unter Kaiser Claudius (regierte 41–54 n. Chr.) am niedergermanischen Limes im Gebiet des heutigen Zentrums von Utrecht angelegte römische Kastell Traiectum als ältester Siedlungskern angesehen. Sein Ursprung stand wohl im Zusammenhang mit der Verstärkung des niedergermanischen Limes unter der Statthalterschaft des Gnaeus Domitius Corbulo im Jahr 47 n. Chr. Das Kastell lag am südlichen Ufer des ehemaligen Kromme Rijn, vermutlich nahe einer Furt, wie der Name Traiectum („Flussübergang“) andeutet. 69 wurde es nach dem archäologischen Befund durch einen wohl infolge des Bataveraufstands ausgelösten Brand zerstört, aber bald wiedererbaut. Ende des 2. Jahrhunderts wurde die Holz-Erde-Befestigung des für etwa 500 Soldaten ausgelegten, eine Fläche von etwa 1,7 Hektar umfassenden Militärlagers von einer Mauer aus Tuffstein abgelöst. Im Osten und Westen des Kastells fanden sich Überreste der mit diesem verbundenen Zivilsiedlung (Vicus). Als Ortsname wird Traiectum bereits im Itinerarium Antonini aufgeführt. Das Fort scheint einige Jahrzehnte vor dem Einfall der Franken 270 n. Chr. zerstört worden zu sein; eine dauerhaft besetzte römische Fortifikation gab es danach nicht mehr.

### Frühmittelalter

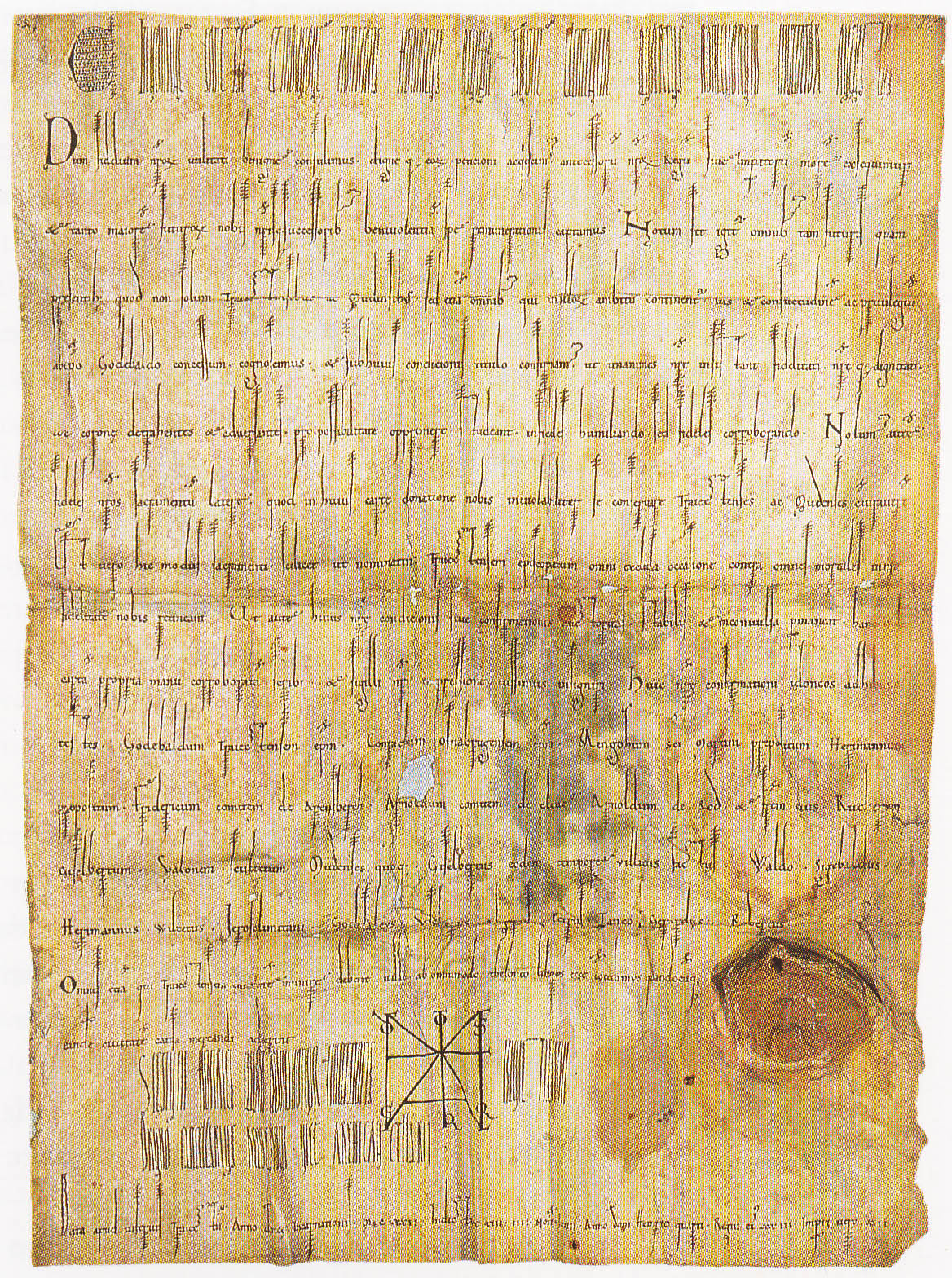
Urkunde vom 2. Juni 1122, in der Kaiser Heinrich V. die vom Utrechter Bischof Godebold gewährten Stadtrechte bestätigte

Über die Geschichte Utrechts in der Zeit des 4. bis zum Ende des 6. Jahrhunderts ist wenig bekannt. Eine im ehemaligen römischen Kastell in Utrecht errichtete Kirche dürfte bereits seit Anfang des 7. Jahrhunderts bezeugt sein, zu welchem Zeitpunkt die Stadt unter der Herrschaft der Könige des fränkischen Reichs Austrasien stand. König Dagobert übertrug das Utrechter Gotteshaus um 630 an Bischof Kunibert von Köln, der die Friesen missionieren sollte. Allerdings ließen sich die Friesen anfangs nicht christianisieren, sondern setzten sich 650 in den Besitz von Utrecht. Auch spätere Bekehrungsversuche, u. a. 678/679 von Bischof Wilfrid von York initiiert, fruchteten wenig. Größeren und nachhaltigen Erfolg hatte hingegen der heilige Willibrord, der 695 von Papst Sergius I. zum Erzbischof des friesischen Volks ernannt wurde und in Utrecht einen der römischen Kirche unterstellten Bischofssitz einrichten sollte. Da die Friesen 715/716 wieder vordrangen, sah sich Willibrord zum Rückzug in sein Kloster Echternach gezwungen. 719/722 eroberte Karl Martell das ehemals fränkische Friesland wieder, woraufhin Willibrord erneut missionieren konnte.
Der Ort bekam den Namen Ultra Traiectum („jenseits des Flussübergangs“) / uut Trecht („außerhalb Trajectums“), vergleiche niederländisch uit („aus“). In alten Drucken findet sich im Impressum die Ortsangabe Trajecti ad Rhenum oder auch Traiecti Batavorum.
Im Jahr 834 wurde die Stadt erstmals von Wikingern angegriffen und geplündert. Der Bischof sah sich 857 aufgrund der Bedrohung durch heidnische Wikinger und Friesen genötigt, die Stadt zu verlassen. Sein Bistum wurde über 60 Jahre lang von Deventer aus verwaltet. Otto I. gewährte der Stadt 936 das Marktrecht; Utrechts wirtschaftliche Bedeutung wuchs durch den Niedergang des 20 Kilometer entfernten Dorestad. Ein letzter Angriff durch Wikinger fand noch im Jahr 1007 statt.

### Hoch- und Spätmittelalter
Im 12. Jahrhundert wurde Utrecht eine ummauerte Stadt. Die Stadtrechte wurden ihr von Kaiser Heinrich V. im Jahr 1122 verliehen. Als Bischofssitz war die Stadt von größter Bedeutung; deshalb ist sie reich an mittelalterlichen Kirchen, auch wenn einige wie die Mariakerk die Zeit nicht überdauert haben. Infolge des regen Bauens von Kirchen, Klöstern und Abteien entwickelte sich in Utrecht eine starke Präsenz von Bildhauern, Steinmetzen und Bildschnitzern, die mit der Ausstattung der religiösen Gebäude beschäftigt waren. Ihre Kunst, die zum Teil auch nicht-religiöse Inhalte hatte, wurde auch von wohlhabenden Kaufleuten und Bürgern erworben. Die Arbeiten erreichten eine hohe Qualität, sodass viele Skulpturen bis an den Niederrhein und nach Spanien, in die Normandie und nach Norwegen exportiert wurden. Die Rohstoffe für die Kunstwerke wurden aus entfernten Ländern Europas importiert: Hochwertiges Eichenholz kam per Schiff aus Polen und Litauen, Baumberger Kalksandstein aus dem Münsterland, Bentheimer Sandstein aus der Grafschaft Bentheim und Avesnerstein aus Avesnes-le-Sec in Nordfrankreich. Zu dieser Zeit war Utrecht ökonomisch, politisch, religiös und kulturell das Zentrum der nördlichen Niederlande.

### Frühe Neuzeit
Der erste Bildersturm erreichte die Stadt 1566, bis 1580 sollten noch zwei weitere folgen. Damit wurden viele Kunstwerke, die Kirchen und Klöster geschmückt hatten, zerstört. Im Jahr 1559 wurde Utrecht vom Bistum zum Erzbistum und damit vom Erzbistum Köln unabhängig. Dies geschah auf Betreiben von König Philipp II., der die Verkleinerung der Bistümer als kirchenpolitisches Instrument gegen die Reformation betrachtete. Im Jahr 1576 gab es während des Achtzigjährigen Krieges in der Stadt einen Aufstand gegen die Herrschaft der Spanier in den Niederlanden, und die Zitadelle Vredenburg wurde eingenommen und später geschleift; die Trümmer wurden für andere Bauten wiederverwendet. Mit der Reformation und dem daraus folgenden Bildersturm sowie den andauernden politischen Spannungen zwischen der Krone und der Stadt endete die Blütezeit der Utrechter Bildhauerkunst.
1579 wurde hier die Utrechter Union abgeschlossen.
Im Jahre 1636 wurde die Universität gegründet. Am 1. August 1674 zerstörte ein Tornado Kirchtürme, Dächer und fast das ganze Schiff des Utrechter Doms. Die Stadt verlor vorübergehend an Bedeutung, wuchs aber wieder stark, nachdem sie im 19. Jahrhundert Eisenbahnanschlüsse u. a. nach Kampen, Boxtel und 1855 nach Rotterdam erhalten hatte.

### Utrecht als Ort von Friedensschlüssen
Der Name Utrecht erscheint mehrfach bei Verhandlungen und Verträgen von historischer Bedeutung. Der Frieden von Utrecht von 1474 beendete den Hansisch-Englischen Krieg, sicherte den Stalhof der Hanse in London und beschränkte den Handel englischer Fernkaufleute im Ostseeraum. Der Frieden von Utrecht von 1713 beendete die spanischen Erbfolgekriege.

### Utrecht als Sitz der römisch-katholischen Kirche der alt-bischöflichen Klerisei
Im Jahr 1723 kam es zum Schisma zwischen dem Klerus des Erzbistums Utrecht und dem Heiligen Stuhl, wodurch die römisch-katholische Kirche der alt-bischöflichen Klerisei entstand. Sie wurde oft einfach Kirche von Utrecht genannt. Erst 1853 wurde Utrecht auch wieder Sitz eines nicht-romgetrennten römisch-katholischen Erzbischofs, so dass es dort zwei „römisch-katholische“ Erzbischöfe gab. Im Kulturkampf nutzte die Kirche von Utrecht ihre Weihevollmacht und setzte sich an die Spitze der altkatholischen Kirchen.

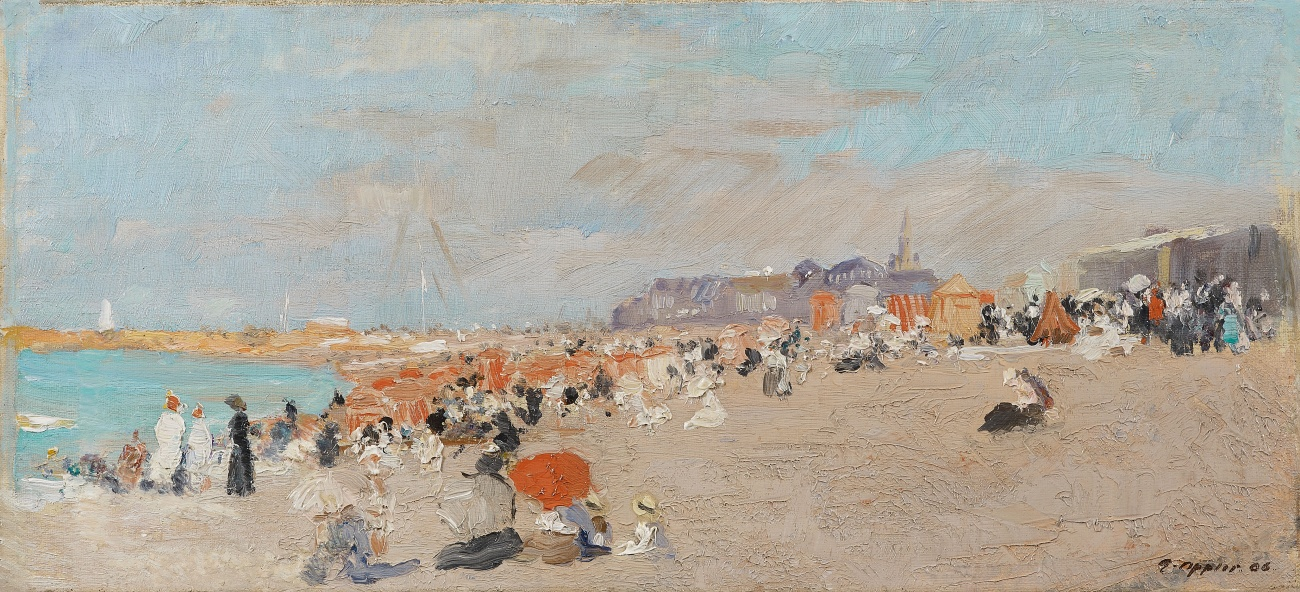
Strand von Utrecht, Gemälde von Ernst Oppler, um 1910

### 20. Jahrhundert
Im Ersten Weltkrieg waren die Niederlande neutral; gleichwohl hatte der Krieg großen Einfluss auf die Lebensumstände.
1931 wurde in Utrecht die faschistische Nationaal-Socialistische Beweging (NSB) gegründet. Bis zum Mai 1945 hatte sie ihren Hauptsitz im Gebäude Maliebaan 35.
Am 10. Mai 1940 überfiel das Deutsche Reich die Niederlande, Belgien und Luxemburg. Utrecht war fünf Jahre von der Wehrmacht besetzt. Schon im Sommer 1940 begannen die Besatzer, die jüdischen Bürger in den BeNeLux-Staaten zu drangsalieren und zu entrechten. 1942 wurde Bürgermeister Gerard Abraham Willem ter Pelkwijk amtsenthoben. Cornelis van Ravenswaay, ein NSB-Mitglied, wurde Bürgermeister von deutschen Gnaden. 

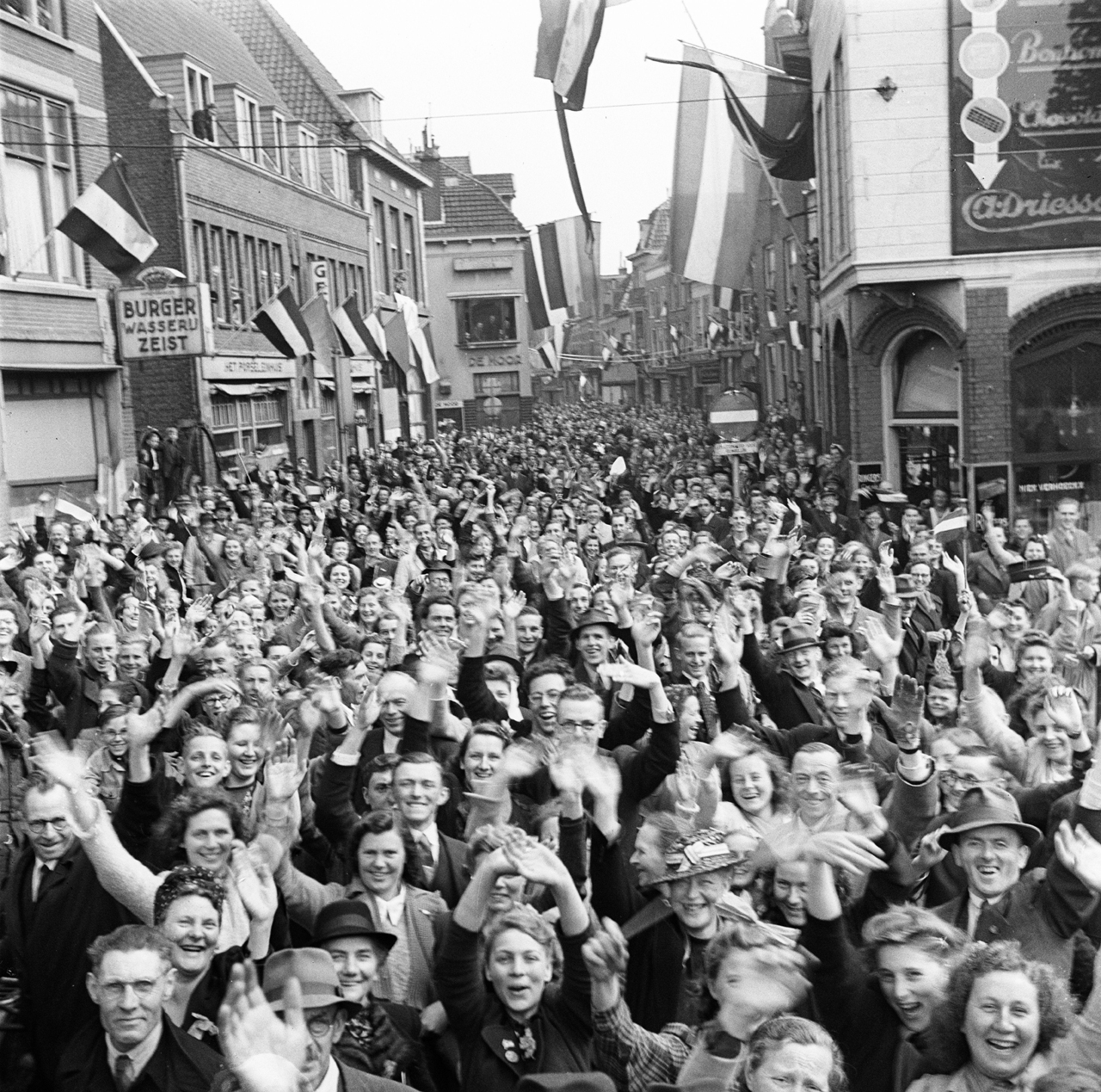
7. Mai 1945 in Utrecht

Im selben Jahr begann die Deportation der Utrechter Juden. Sie wurden vom Bahnhof Utrecht Maliebaan ins Durchgangslager Westerbork deportiert und von dort in das Vernichtungslager Auschwitz. 900 der 1200 Utrechter Juden wurden ermordet (→ Holocaust in den Niederlanden).
Am 13. Oktober und am 6. November 1944 bombardierte die Royal Air Force Utrecht. Dabei wurden unter anderem der Bahnhof, die Städtische und Universitätsklinik sowie Wohnviertel schwer getroffen. 
Diese Angriffe verbitterten die Bevölkerung. Als Ersatz für das schwer beschädigte Hauptkrankenhaus der Stadt wurden die Kinos der Stadt für die Krankenversorgung genutzt. 
Nach der Teilkapitulation der Wehrmacht für Nordwestdeutschland, Dänemark und die Niederlande am 5. Mai 1945 rückten am 7. Mai Truppen der First Canadian Army in Utrecht ein.

### 21. Jahrhundert
Leidsche Rijn ist ein Stadtteil im Westen der Stadt, der rund um Vleuten-De Meern liegt. Mit einer Bevölkerung von 47.092 Einwohnern in Leidsche Rijn und 51.299 Einwohnern in Vleuten-De Meern ist dieser Stadtteil zu einem wichtigen Wohn- und Arbeitsort geworden. Das Projekt, das in den 2010er und 2020er Jahren realisiert wurde, hat dazu beigetragen, eine dynamische Gemeinschaft in der Region zu schaffen. Besonderes Augenmerk wurde auf die Schaffung einer vielfältigen Siedlungsstruktur gelegt, die durch zahlreiche Eigenheime entlang zahlreicher Kanäle gekennzeichnet ist. Die Bewohner von Leidsche Rijn und Vleuten-De Meern profitieren von einer gut entwickelten Infrastruktur, einschließlich Schulen, Kindertagesstätten, Einkaufszentren sowie Freizeit- und Sporteinrichtungen. Innerhalb der EU verzeichnet Utrecht die stärkste Bevölkerungsveränderung aller NUTS-2 Regionen, mit einem jährlichen Zuwachs von 31,3 Einwohnern pro 1000 Einwohner und Jahr.

## Kultur und Sehenswürdigkeiten

### Festival Alte Musik
In Utrecht findet jährlich das Festival Oude Muziek statt, im Jahr 2025 vom 29. August bis zum 7. September unter dem Motto Museumkunst?.

### Museen
- ehem. Catharijneconvent, heute Museum für Christentumsgeschichte, neben der St.-Katharinen-Kathedrale
- Nederlands Spoorwegmuseum, das niederländische Eisenbahnmuseum
- Universitätsmuseum
- Museum Speelklok, ein Museum für Spieluhren und Drehorgeln
- Centraal Museum Utrecht für alte und moderne Kunst

### Rundfahrten
Es werden Rundfahrten über die Grachten durch die Altstadt angeboten, mit Haltestellen an vielen Museen, z. B. Niederländisches Eisenbahnmuseum, Universitätsmuseum, Museum Speelklok und dem Centraal Museum Utrecht.

### Sakralbauten

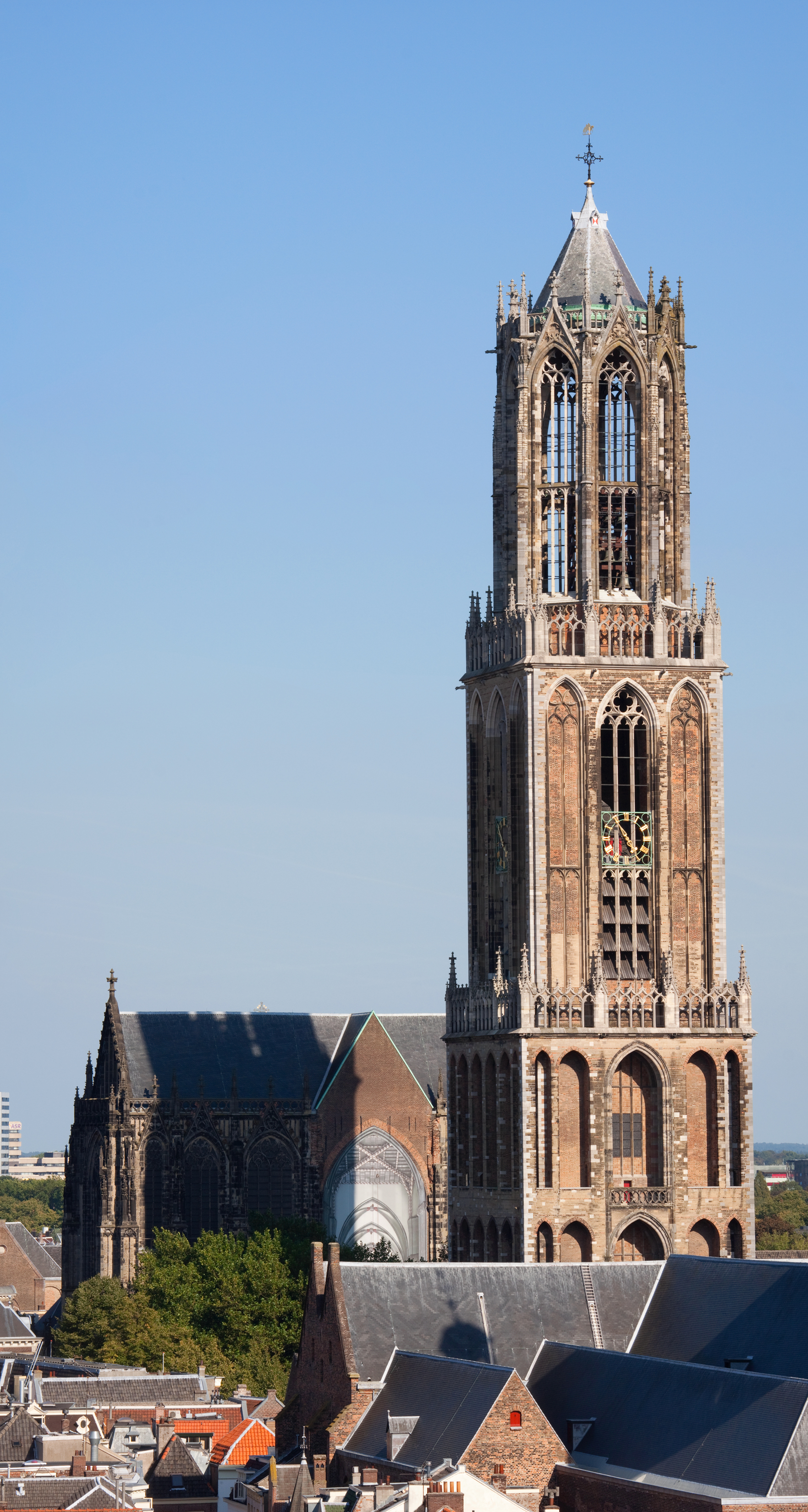
Der Turm des Doms

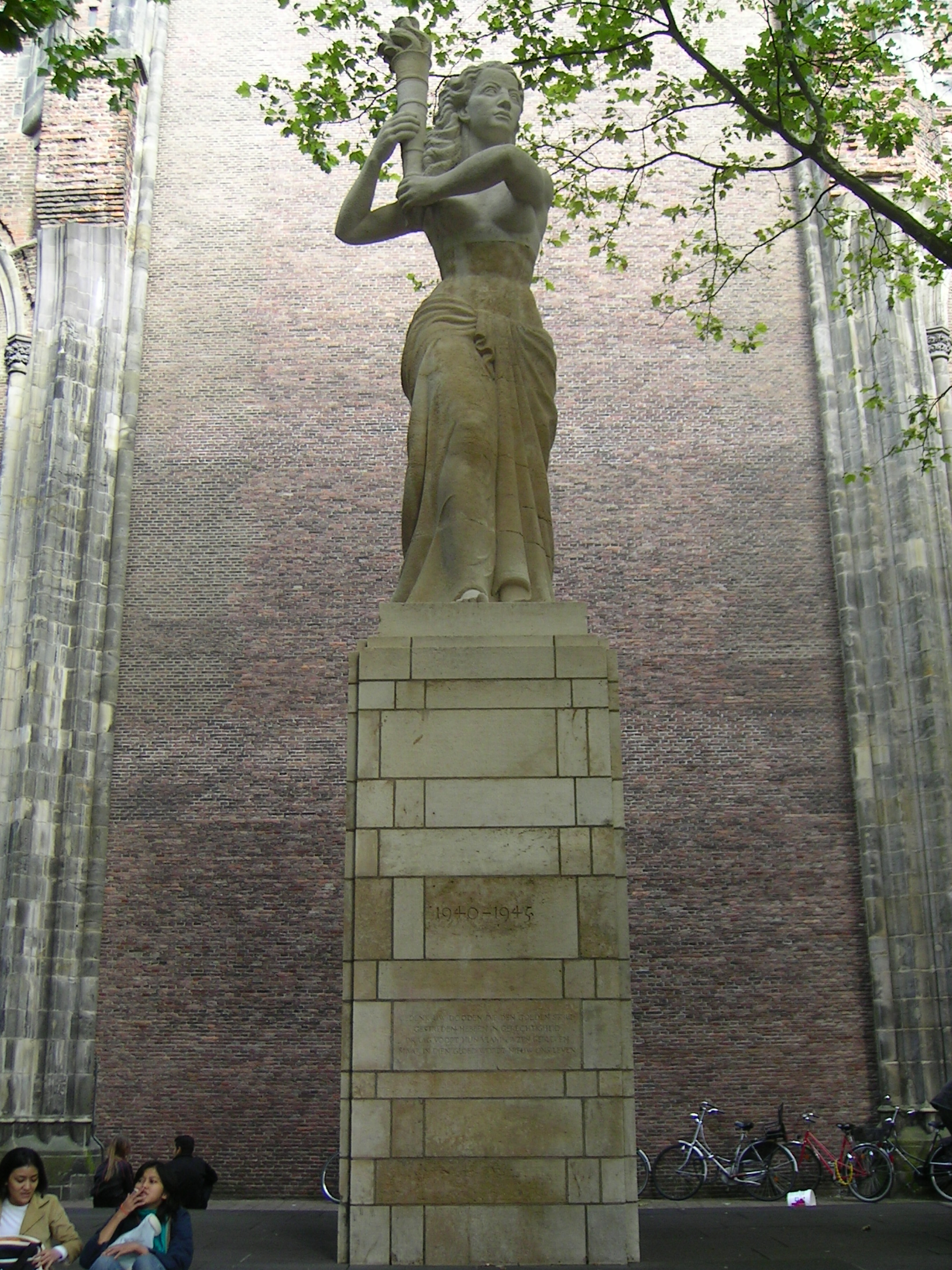
Mahnmal in der Nähe des Doms, das an den Zweiten Weltkrieg erinnert

- Der zwischen dem 13. und 16. Jahrhundert erbaute Utrechter Dom (ev.-ref.) ist eines der bedeutendsten Kirchengebäude der Niederlande. Seit das Langhaus 1674 durch einen Tornado einstürzte,[13] klafft eine Lücke zwischen der Vierung und dem Westturm, mit 112,5 Meter der höchste Kirchturm des Landes. Er hat ein Hemony-Glockenspiel aus dem 17. Jahrhundert.[14]
- St.-Katharinen-Kathedrale (röm.-kath.), 1560 im spätgotischen Übergangsstil als dreischiffige Basilika mit Querhaus fertiggestellt
- Kathedrale St. Gertrudis (alt-kath.), 1914 im neoromanischen Stil erbaut.
- St. Willibrord (Utrecht), neugotische Kirche von Alfred Tepe, fertiggestellt 1877, reiche und farbenfrohe Innenausstattung
- Weitere Kirchen: unter anderem die Buur-, Jans-, St.-Petri-, Nikolai-, Jacobi-, Geerte- (= Gertrudis-)kirche, St.-Paulus-Abtei
- die Doopsgezinde Kerk, eine versteckte Kirche (Schuilkerk) der Utrechter Taufgesinnten.

### Profanbauten
- Haus Oudaen, um 1300
- Das Papsthaus (Paushuize) ließ der spätere Papst Hadrian VI. 1517 erbauen, konnte nach seiner Papstwahl 1522 jedoch nie dort leben.
- alte Häuser und Stadtschlösser
- Rietveld-Schröder-Haus, 1924 von Gerrit Rietveld und Truus Schröder-Schräder im Stil der frühen Moderne (De Stijl) erbaut, seit 2000 Weltkulturerbe.[15]
- Hauptpostamt Utrecht, ein eindrucksvolles Bauwerk der Amsterdamer Schule
- TivoliVredenburg, Musikzentrum, das 2014 neu eröffnet wurde[16]
- Die Universität Utrecht, die größte der Niederlande, hat neben der Universitätsbibliothek Utrecht und einer Reihe historischer Gebäude in der Altstadt einen ausgedehnten, architektonisch bedeutenden Campus im Osten der Stadt: De Uithof. Dort u. a.:
  - Educatorium von Rem Koolhaas
  - Minnaert-Gebäude von Neutelings Riedijk
  - von UNStudio entworfenes Laborgebäude
  - Basketbar von NL Architects
  - Studentenwohnheim De Bisschoppen
- Stadion Galgenwaard am Ostrand der Stadt, in dem der Profifußballverein FC Utrecht spielt.
- Prins Clausbrug, Schrägseilbrücke von 2003, Architekt Ben van Berkel. Die Brücke erhielt den Namen nach dem gerade verstorbenen Prins Claus.
- Die Turmwindmühle Rijn en Zon von 1913 im Nordosten der Stadt ist die höchste Windmühle in der Provinz Utrecht und eine der fünf höchsten in den Niederlanden. Ihre Vorgängerin wurde 1745 erbaut.

### Theater
- Das Beatrix Theater ist ein Musicaltheater.
- Die Paardenkathedraal ist eine historische Reithalle, die heute das Theater Utrecht beherbergt.

### Stolpersteine
In der Stadt Utrecht wurden bis November 2021 rund 120 Stolpersteine, entworfen vom deutschen Künstler Gunter Demnig, verlegt. Sie erinnern an die jüdischen Bürger der Stadt, die im Zuge des Holocaust in den Niederlanden vom deutschen NS-Regime vertrieben, verschleppt und ermordet wurden.
Auch in einer Reihe umliegender Gemeinden wurden und werden Stolpersteine verlegt, siehe Liste der Stolpersteine in der Provinz Utrecht.

## Politik
Als viertgrößte Gemeinde der Niederlande kann der Gemeinderat von Utrecht das Maximum von 45 Sitzen vollständig ausschöpfen. Dieses Maximum an Ratssitzen kann in den Niederlanden bereits ab einer Bevölkerungszahl von 200.000 Einwohnern erreicht werden.

### Gemeinderat
Der Gemeinderat wird seit 1982 folgendermaßen gebildet:
| Partei                         | Sitze a | Sitze a | Sitze a | Sitze a | Sitze a | Sitze a | Sitze a | Sitze a | Sitze a | Sitze a | Sitze a |
| Partei                         | 1982    | 1986    | 1990    | 1994    | 1998    | 2000 b  | 2006    | 2010    | 2014    | 2018    | 2022    |
| ------------------------------ | ------- | ------- | ------- | ------- | ------- | ------- | ------- | ------- | ------- | ------- | ------- |
| GroenLinks                     | –       | –       | 8       | 9       | 9       | 8       | 8       | 10      | 9       | 12      | 9       |
| D66                            | 2       | 2       | 8       | 9       | 3       | 1       | 3       | 9       | 13      | 10      | 8       |
| VVD                            | 10      | 7       | 4       | 6       | 6       | 5       | 5       | 7       | 5       | 6       | 5       |
| PvdA                           | 15      | 19      | 13      | 9       | 9       | 7       | 14      | 9       | 5       | 3       | 4       |
| CDA                            | 12      | 10      | 10      | 6       | 4       | 4       | 4       | 4       | 3       | 2       | 3       |
| PvdD                           | –       | –       | –       | –       | –       | –       | –       | –       | 1       | 2       | 3       |
| Volt                           | –       | –       | –       | –       | –       | –       | –       | –       | –       | –       | 3       |
| Student & Starter              | –       | –       | –       | –       | –       | –       | –       | –       | 1       | 2       | 2       |
| ChristenUnie                   | –       | –       | –       | –       | –       | 1       | 2       | 1       | 2       | 2       | 2       |
| DENK                           | –       | –       | –       | –       | –       | –       | –       | –       | –       | 2       | 1       |
| BIJ1                           | –       | –       | –       | –       | –       | –       | –       | –       | –       | –       | 1       |
| EenUtrecht                     | –       | –       | –       | –       | –       | –       | –       | –       | –       | –       | 1       |
| SP                             | 0       | 1       | 1       | 2       | 3       | 3       | 5       | 3       | 4       | 2       | 1       |
| Stadsbelang Utrecht            | –       | –       | –       | –       | –       | –       | –       | –       | 2       | 1       | 1       |
| PVV                            | –       | –       | –       | –       | –       | –       | –       | –       | –       | 1       | 1       |
| Stadspartij Leefbaar Utrecht c | –       | –       | –       | –       | 9       | 14      | 3       | 1       | –       | –       | –       |
| TROTS                          | –       | –       | –       | –       | –       | –       | –       | 1       | –       | –       | –       |
| Burger en Gemeenschap          | –       | –       | –       | –       | –       | 2       | 1       | –       | –       | –       | –       |
| Nederlands Blok                | –       | –       | –       | 1       | 1       | 0       | –       | –       | –       | –       | –       |
| GPV                            | 0       | 0       | 0       | 0       | 1       | –       | –       | –       | –       | –       | –       |
| RPF                            | –       | 0       | –       | –       | 1       | –       | –       | –       | –       | –       | –       |
| SGP                            | 0       | 0       | 0       | 0       | –       | –       | –       | –       | –       | –       |         |
| Centrum Democraten             | –       | 0       | 1       | 3       | 0       | –       | –       | –       | –       | –       | –       |
| PSP                            | 3       | 3       | –       | –       | –       | –       | –       | –       | –       | –       | –       |
| PPR                            | 1       | 1       | –       | –       | –       | –       | –       | –       | –       | –       | –       |
| CPN                            | 2       | 1       | –       | –       | –       | –       | –       | –       | –       | –       | –       |
| Centrumpartij                  | 0       | 1       | –       | –       | –       | –       | –       | –       | –       | –       | –       |
| Gesamt                         | 45      | 45      | 45      | 45      | 45      | 45      | 45      | 45      | 45      | 45      | 45      |

- SP: 1
- BIJ1: 1
- PvdD: 3
- PvdA: 4
- GL: 9
- D66: 8
- Volt: 3
- Student & Smarter: 2
- Een Utrecht: 1
- VVD: 5
- CDA: 3
- CU: 2
- DENK: 1
- Stadsbelang Utrecht: 1
- PVV: 1

Nach der Wahl wurde eine Mitte- bis Mitte-Links-Koalition aus GroenLinks, D66, PvdA, CDA und Student & Smarter eingegangen, die über 26 von 45 Sitzen verfügen.
Anmerkungen

### Städtepartnerschaften
- Brünn, Tschechien
- León, Nicaragua

Des Weiteren bestand von 1971 bis 1976 eine Partnerschaft mit Hannover.

## Wirtschaft und Infrastruktur

### Wirtschaft

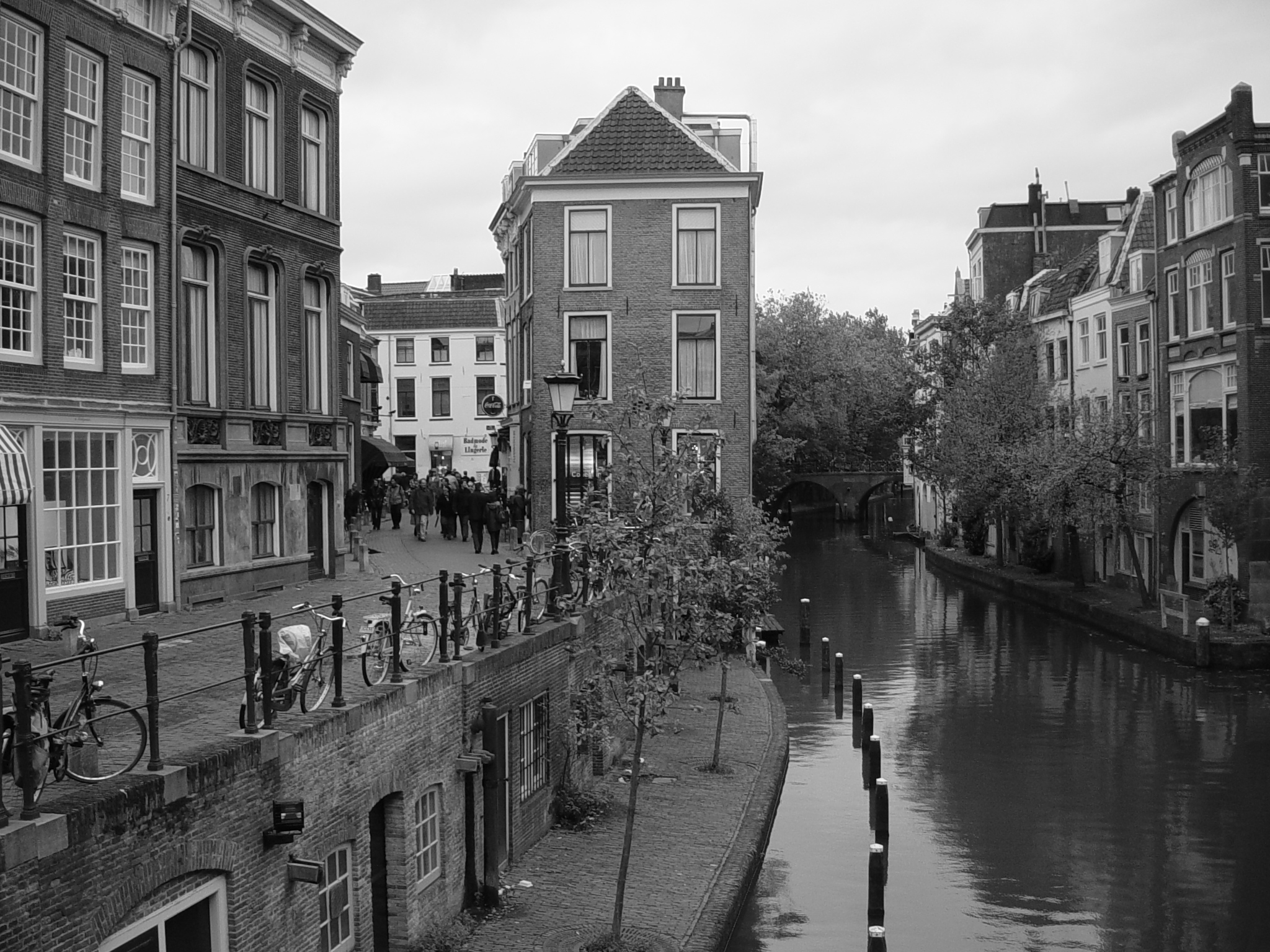
Die Oudegracht, der Hauptkanal in der Altstadt von Utrecht

Utrecht ist Sitz von mehr als 58.000 Unternehmen und Einrichtungen, die zusammen 301.240 Arbeitsplätze bieten. Von diesen 58.000 Unternehmen haben 47.590 weniger als 10 Beschäftigte. Die Wirtschaft von Utrecht zeichnet sich durch eine vielfältige Beschäftigungsstruktur aus, die sich im Laufe der Jahre verändert hat. Besonders bemerkenswert sind die Entwicklungen in den verschiedenen Dienstleistungssektoren. Im Handelssektor verzeichnet Utrecht einen deutlichen Anstieg der Beschäftigtenzahl von 28.850 im Jahr 2011 auf 38.900 im Jahr 2022, was das wachsende Geschäftsumfeld und die Bedeutung des Handels für die Stadt widerspiegelt. Auch im Bereich der Unternehmensdienstleistungen (B2B) verzeichnet die Stadt ein beachtliches Wachstum. Die Zahl der Beschäftigten stieg von 41.980 im Jahr 2011 auf 56.990 im Jahr 2022, was die Rolle Utrechts als Zentrum für Unternehmen und Dienstleistungen unterstreicht. Auch im öffentlichen Sektor ist ein deutlicher Anstieg der Beschäftigtenzahl von 18.420 im Jahr 2011 auf 29.790 im Jahr 2022 zu verzeichnen, was das Engagement der Stadtregierung zur Stärkung der öffentlichen Dienstleistungen und Verwaltungsaufgaben widerspiegelt. Hervorzuheben ist auch der Gesundheitssektor, der von 36.110 Beschäftigten im Jahr 2011 auf 43.940 Beschäftigte im Jahr 2022 wachsen wird. Utrecht ist bekannt für seine hochwertigen medizinischen Einrichtungen und die wachsende Bedeutung des Gesundheitstourismus.
Viele Versicherungsgesellschaften, die zweitgrößte niederländische Bank Rabobank und einige kleinere Banken, u. a. auch der niederländische Teil der Fortis-Gruppe, die Software-Abteilung der deutschen Wincor Nixdorf, Energieversorger wie Econcern, der Mischkonzern SHV Holdings, viele Institutionen wie die Gewerkschaften der Niederlande sowie die niederländische Eisenbahngesellschaft Nederlandse Spoorwegen haben in Utrecht ihren Hauptsitz. 1916 wurde der Jaarbeurs, die Utrechter Messe gegründet. Das Universitätskrankenhaus UMC Utrecht ist mit mehr als 12.000 Beschäftigten und einem Jahresumsatz von 1,54 Milliarden Euro einer der größten Arbeitgeber und Wirtschaftsschwerpunkte der Stadt.
Utrecht ist die am schnellsten wachsende Stadt des Landes.

### Verkehr
Im Jahr 2017 entschied Utrecht, den historischen Innenstadtbereich in eine „Zero Emission“-Zone umzubauen. Verbrennungsmotoren sollen komplett ausgesperrt werden; als Fahrzeuge sollen nur noch Elektromobile und Fahrräder zugelassen werden.

#### Schienenverkehr

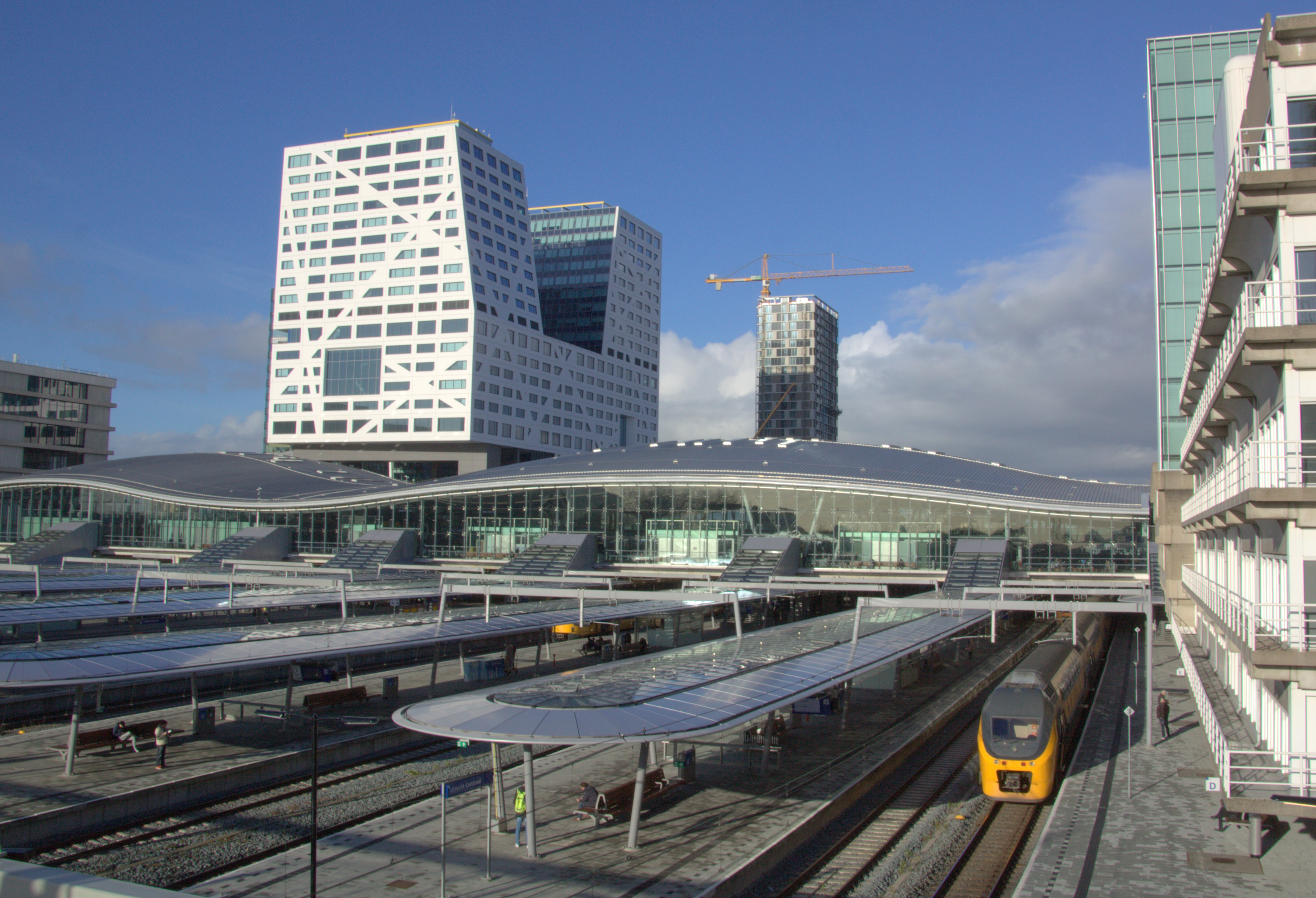
Der Bahnhof Utrecht Centraal im Jahr 2018

Der Bahnhof Utrecht Centraal ist der größte Bahnhof der Niederlande und ein zentraler Knotenpunkt des niederländischen Schienenverkehrs. Er liegt an der Bahnstrecke Amsterdam–Arnhem und ist Ausgangspunkt der Strecken Utrecht–Rotterdam, Utrecht–Kampen und Utrecht–Boxtel. Die Stadt erhielt 1843 Anschluss an das Eisenbahnnetz. Zwischen 2011 und 2016 wurde der Bahnhof im Rahmen einer umfassenden Umgestaltung modernisiert, um eine Kapazität von bis zu 100 Millionen Reisenden pro Jahr zu ermöglichen und den öffentlichen Nahverkehr an einem Standort zu bündeln. Die Planungen berücksichtigten zunächst auch die nie realisierte Hochgeschwindigkeitsstrecke HSL-Oost.
Der Entwurf für das neue Bahnhofsgebäude stammt von Benthem Crouwel und Movares. Es verfügt über ein durchgehendes geschwungenes Dach und bildet eine überdachte Verbindung zwischen dem Stationsplein auf der Innenstadtseite und dem Jaarbeursplein am Messegelände. Das Terminal integriert Bahn-, Straßenbahn- und Bushaltestellen auf beiden Seiten der Gleise. Die Neugestaltung ist Teil eines großflächigen Stadtentwicklungsprojekts zur Aufwertung des Bahnhofsviertels.

#### Straßenverkehr
Die Stadt ist an drei Seiten von Autobahnen umgeben. Im Westen der Stadt verläuft die A2, im Süden die A12 und im Osten die A27. Die wichtigsten Autobahnkreuze sind Oudenrijn, Lunetten und Rijnsweerd. Unmittelbar westlich des letztgenannten Autobahnkreuzes beginnt eine vierte Autobahn, die A28 in Richtung Norden nach Amersfoort, Zwolle, Assen und Groningen. Nördlich von Utrecht wird der Autobahnring durch die N230 geschlossen.
In den 1960er und 1970er Jahren wurde im Rahmen der damals vorherrschenden autogerechten Stadtplanung ein Teil der die Altstadt umgebenden Gracht mit einem Deckel versehen und darüber eine Schnellstraße, die Catherijnebaan, gebaut. Schon während der Bauphase formierte sich Bürgerprotest, und 2002 sprach sich in einem Referendum eine Mehrheit für den Rückbau der Straße und die Wiederherstellung des Catharijnesingel aus. Doch erst 2020 konnte der Grachtenring um die Altstadt wieder geschlossen werden. Damit ist Utrecht eine der ersten Städte weltweit, die Teile ihrer zentralen autogerechten Infrastruktur nicht nur umgestaltet, sondern ersatzlos zurückgebaut hat.

#### Radverkehr

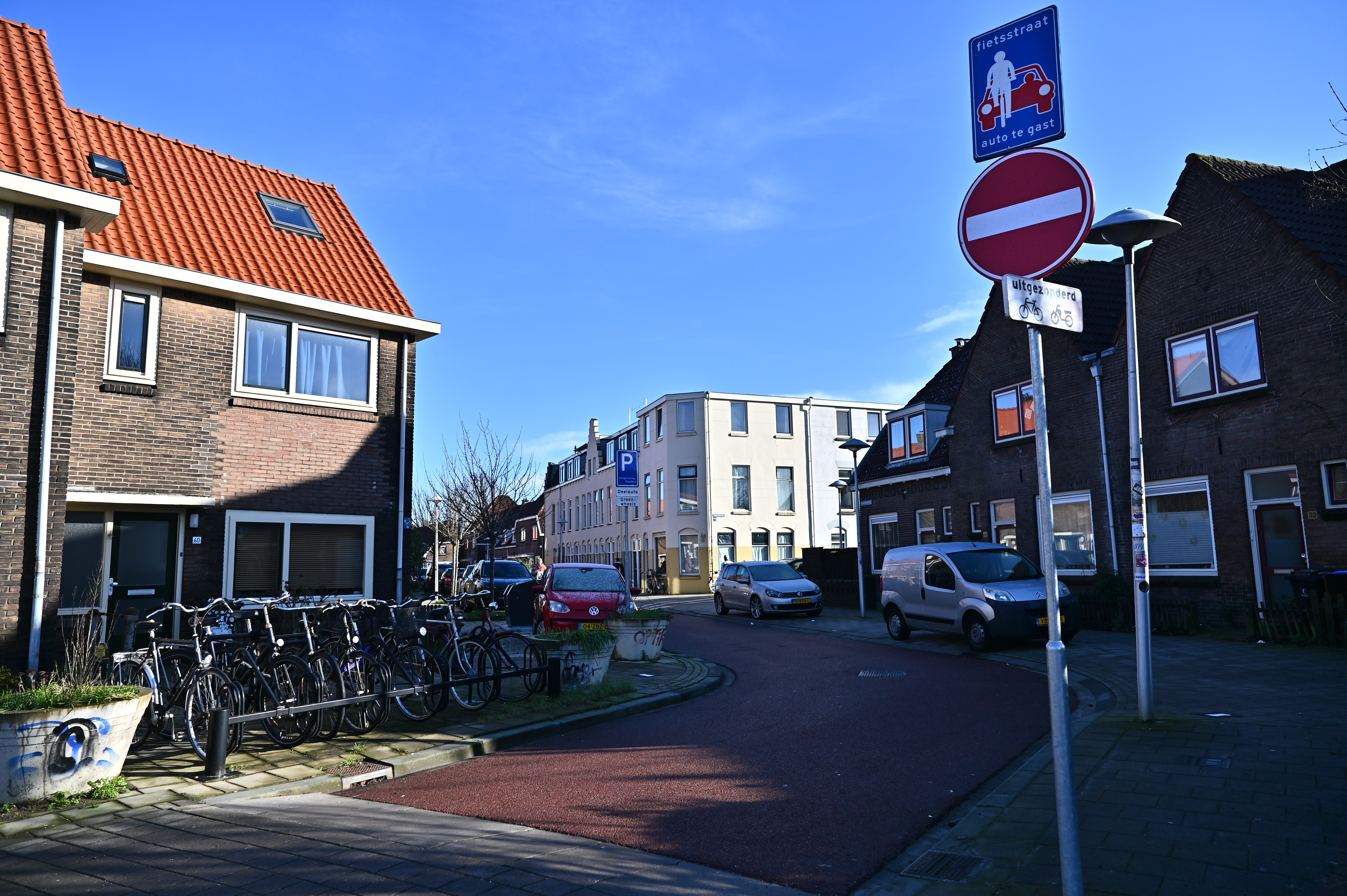
Fahrradstraße im Stadtteil Zuilen im Norden von Utrecht

Utrecht ist die Stadt mit dem weltweit höchsten Anteil fahrradnutzender Personen, über 50 % der Einwohner nutzen das Fahrrad. Nach dem Copenhagenize Index ist Utrecht die drittfahrradfreundlichste Stadt weltweit, hinter Kopenhagen und Amsterdam. Der Grund hierfür liegt in den weltweit führenden Ausgaben der Stadt für Radverkehr, pro Jahr gibt die Stadt 132 Euro pro Einwohner für Fahrradwege aus. Das Ziel der Gemeindeverwaltung ist die Zehn-Minuten-Stadt, in der Wohnen, Einkaufen und andere Aktivitäten so nah beieinander liegen, dass kein Weg länger als zehn Minuten dauert. Bereits heute werden in der Stadt 60 % aller Wege mit dem Fahrrad zurückgelegt, 94 % aller Haushalte besitzen ein Fahrrad. In einer Einwohnerbefragung hat die Gemeinde Utrecht erhoben, dass nur 5 % der Menschen das Auto benutzen, um in die Innenstadt zu kommen, der Großteil (56 %) benutzt das Fahrrad. Innerhalb der Stadt gibt es zahlreiche Fahrradstraßen, auf denen der Auto- dem Radverkehr untergeordnet ist. Die Brücken über den Amsterdam-Rijnkanaal haben neben Auto- und Busspuren auch breite Fahrradwege, um allen Verkehrsteilnehmern eine sichere Teilnahme am Verkehr zu ermöglichen. Das Netz in Utrecht wird weiter ausgebaut und insbesondere um Radschnellwege in die umliegenden Städte ergänzt. So sollen Amersfoort, IJsselstein, Houten und andere Städte durch insgesamt 150 km Radschnellweg mit der Provinzhauptstadt Utrecht verbunden werden. Die Provinz Utrecht plant, die ersten Radschnellwege im Jahr 2023 zu eröffnen. Innerhalb der letzten zehn Jahre wurden zahlreiche Straßen in Utrecht saniert, wobei diese, sofern möglich, von vier auf zwei Autospuren reduziert wurden. Der freigewordene Platz wurde genutzt, um breite Grünstreifen anzulegen, mehr Bäume am Straßenrand zu pflanzen, breite Fahrradwege in beide Richtungen einzurichten, breitere Fußwege bereitzustellen und eine Vorrangschaltung der Ampeln für Fahrräder und den ÖPNV einzurichten.

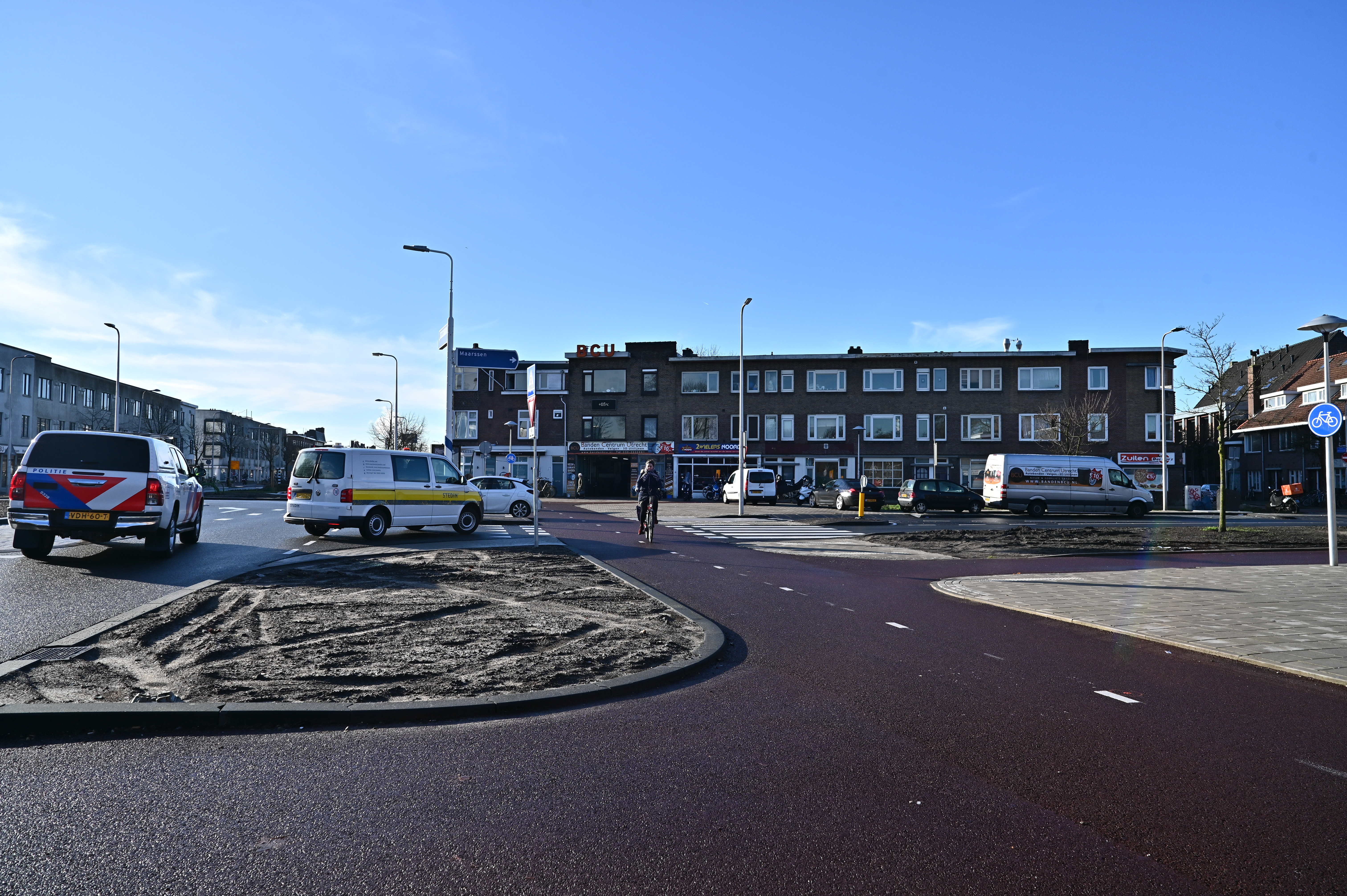
Marnixlaan im Norden von Utrecht nach Abschluss der Bauarbeiten

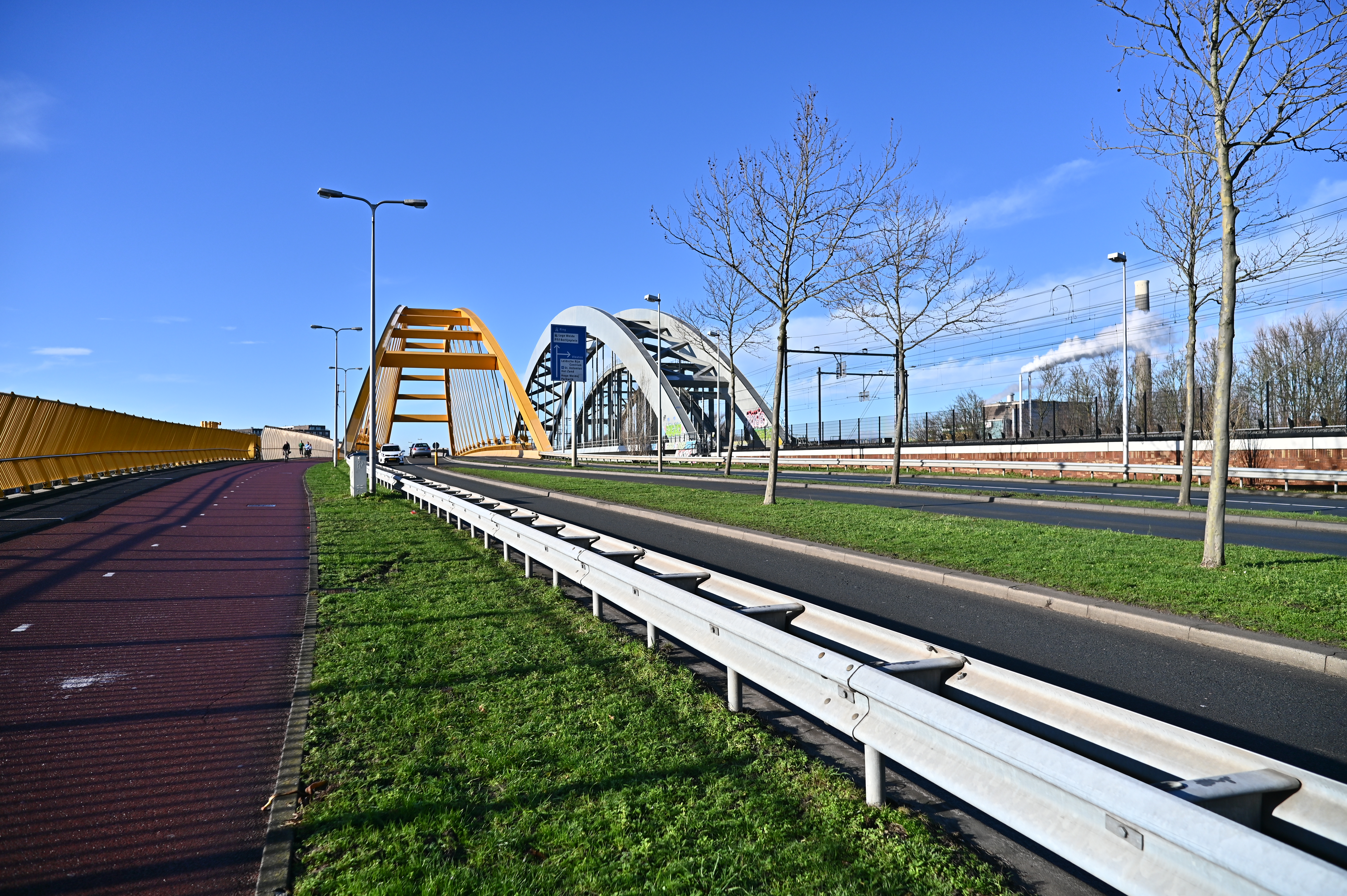
Hogeweidebrug zwischen dem neuen Viertel Leidsche Rijn im Westen von Utrecht und Lombok

Am Bahnhof Utrecht Centraal entstand auf drei Etagen das größte Fahrradparkhaus der Welt mit Platz für mehr als 12.500 Fahrräder. Die Kosten beliefen sich auf 30 Millionen Euro, getragen von der Gemeinde Utrecht, dem Staat sowie der Niederländischen Staatsbahn und dem Eisenbahninfrastrukturunternehmen ProRail. Das Parkhaus bietet 12.500 Stellplätze, eingecheckt wird mit der auch im ÖPNV und Zug genutzten OV-Chipkaart. Die ersten 24 Stunden sind wie in allen Fahrradparkhäusern der Stadt kostenlos. Entlang der gut ausgebauten Radwege stehen elektronische Anzeigen für freie Stellplätze in den 16 Fahrradgaragen der Innenstadt mit rund 22.500 Stellplätzen. Über den Gleisen des Hauptbahnhof ist eine Fußgänger- und Fahrradbrücke errichtet worden, um südlich des Hauptbahnhofs das Überqueren der Gleise zu erlauben und den neuen Stadtteil Merwede anzubinden.

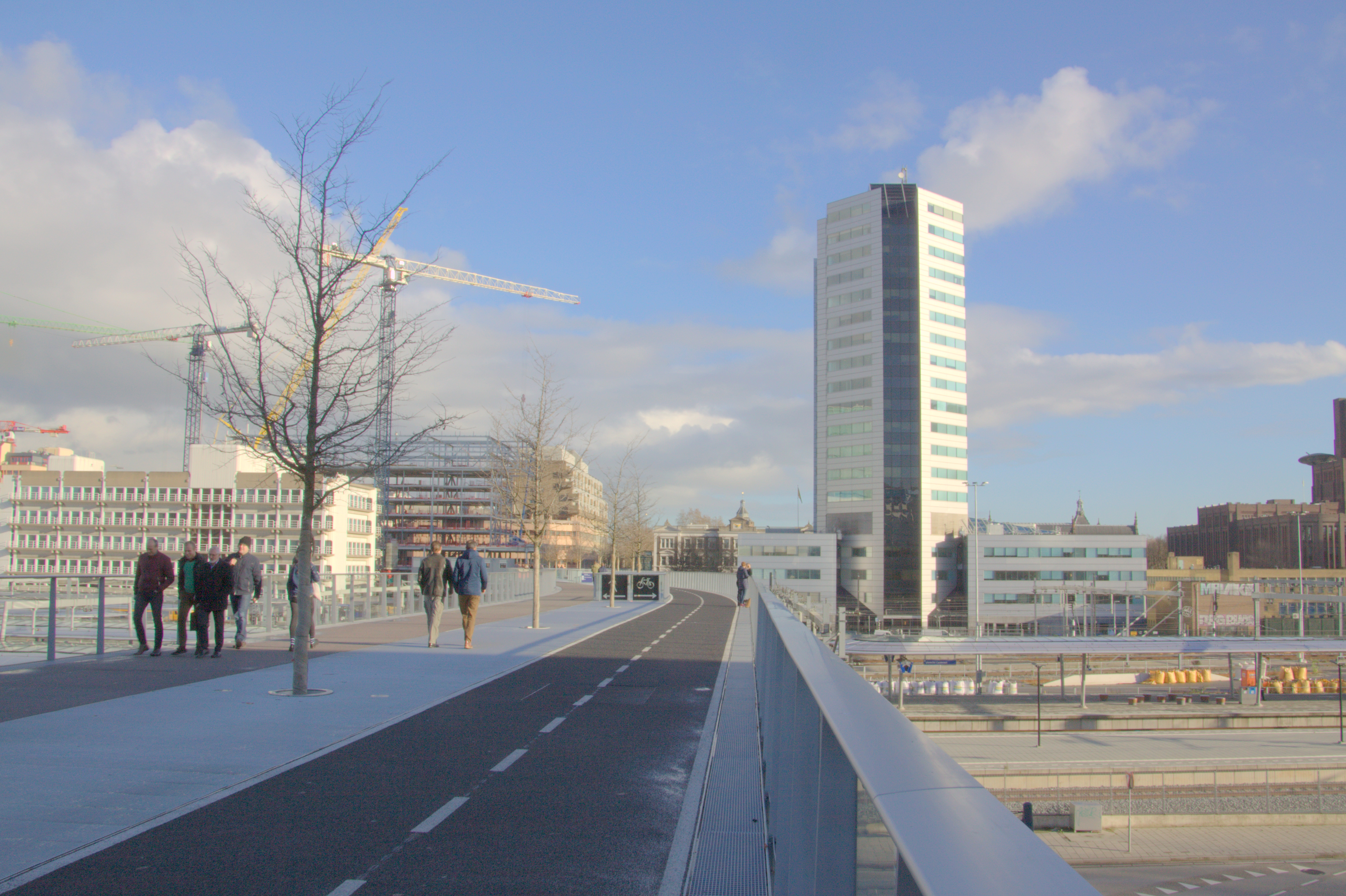
Moreelsebrug über die Gleise zum Hauptbahnhof

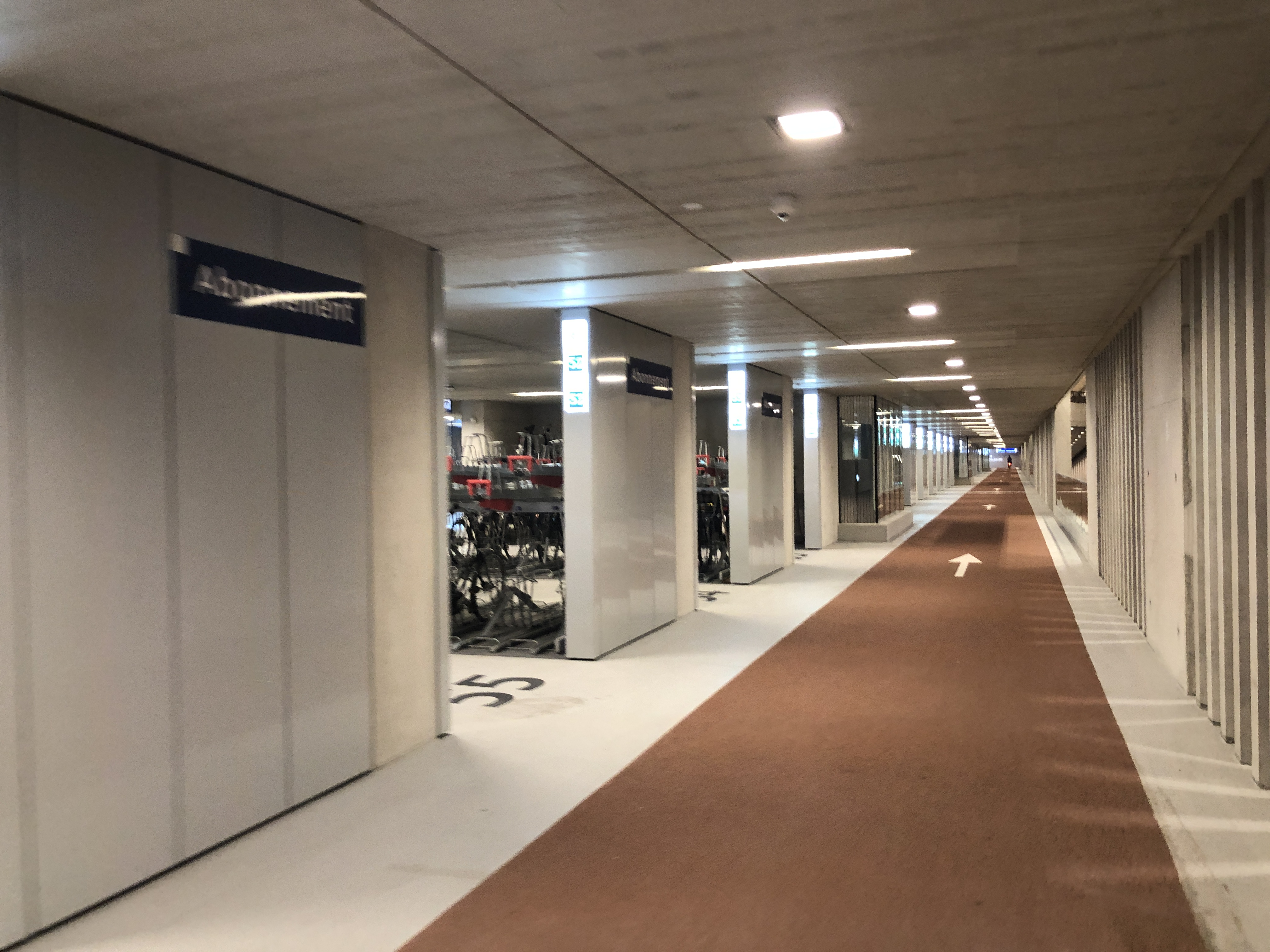
Das Fahrradparkhaus am Hauptbahnhof

#### Öffentlicher Personennahverkehr
Das städtische Busnetz in Utrecht wird von Qbuzz unter der Marke U-OV betrieben. Die Stadt verfügt über ein großes Busnetz, das mehrere Knotenpunkte verbindet. Der wichtigste Knotenpunkt in der Stadt ist der Hauptbahnhof, an dem beinahe alle Linien halten. Weitere Knotenpunkte finden sich im Science Park, an den Bahnhöfen Overvecht, Leidsche Rijn und Vaartsche Rijn sowie an den P+R Parkhäusern am Stadtrand.

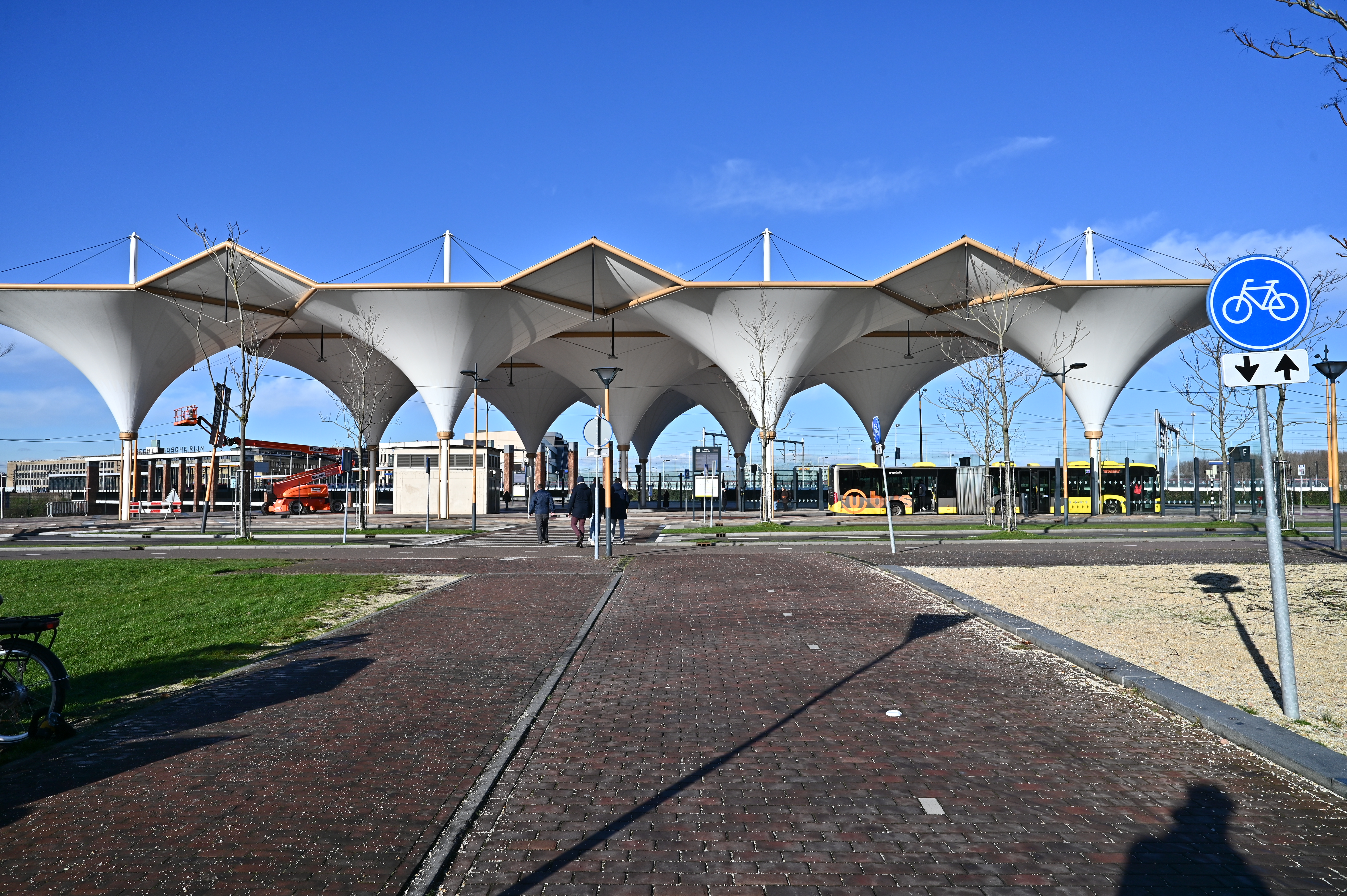
Busbahnhof Leidsche Rijn

Die Straßenbahn in Utrecht hat eine lange Geschichte, die 1879 mit der Pferdebahn zwischen Utrecht, De Bilt und Zeist begann. Die erste elektrische Straßenbahn gab es im Jahr 1906 und das Straßenbahnnetz wuchs schnell auf fünf Linien im Jahr 1921. Die Verbreitung des Busses und des Autos beendeten dieses erste Zeitalter der Straßenbahn in Utrecht im Jahr 1949. Erst im Jahr 1983 kam die Straßenbahnen zurück in die Stadt und verbanden die rapide wachsenden Städte Nieuwegein und IJsselstein mit Utrecht. Im Jahr 2019 wurde die Uithoflijn eröffnet, die die Innenstadt und den Hauptbahnhof mit dem Campus der Universität Utrecht und der Hogeschool Utrecht verbindet. Mit einem Preis von 64.375 Euro pro Meter handelt es sich hierbei um die teuerste Straßenbahnlinie Europas. Im Jahr 2022 wurden die beiden Straßenbahnlinien im Hauptbahnhof verbunden, sodass nun vom Utrecht Science Park die Linien 20, 21 und 22 bis zum Hauptbahnhof fahren, von wo aus die 20 und 21 weiter ins Stadtzentrum von Nieuwegein fahren. Ab dort fährt die Linie 20 nach Nieuwegein-Zuid, während die Linie 21 nach IJsselstein-Zuid weiterfährt. Zusätzlich sind die Straßenbahnen auch ein wichtiger Zubringer zum Stadion, das sich in der Nähe des Science Park befindet.

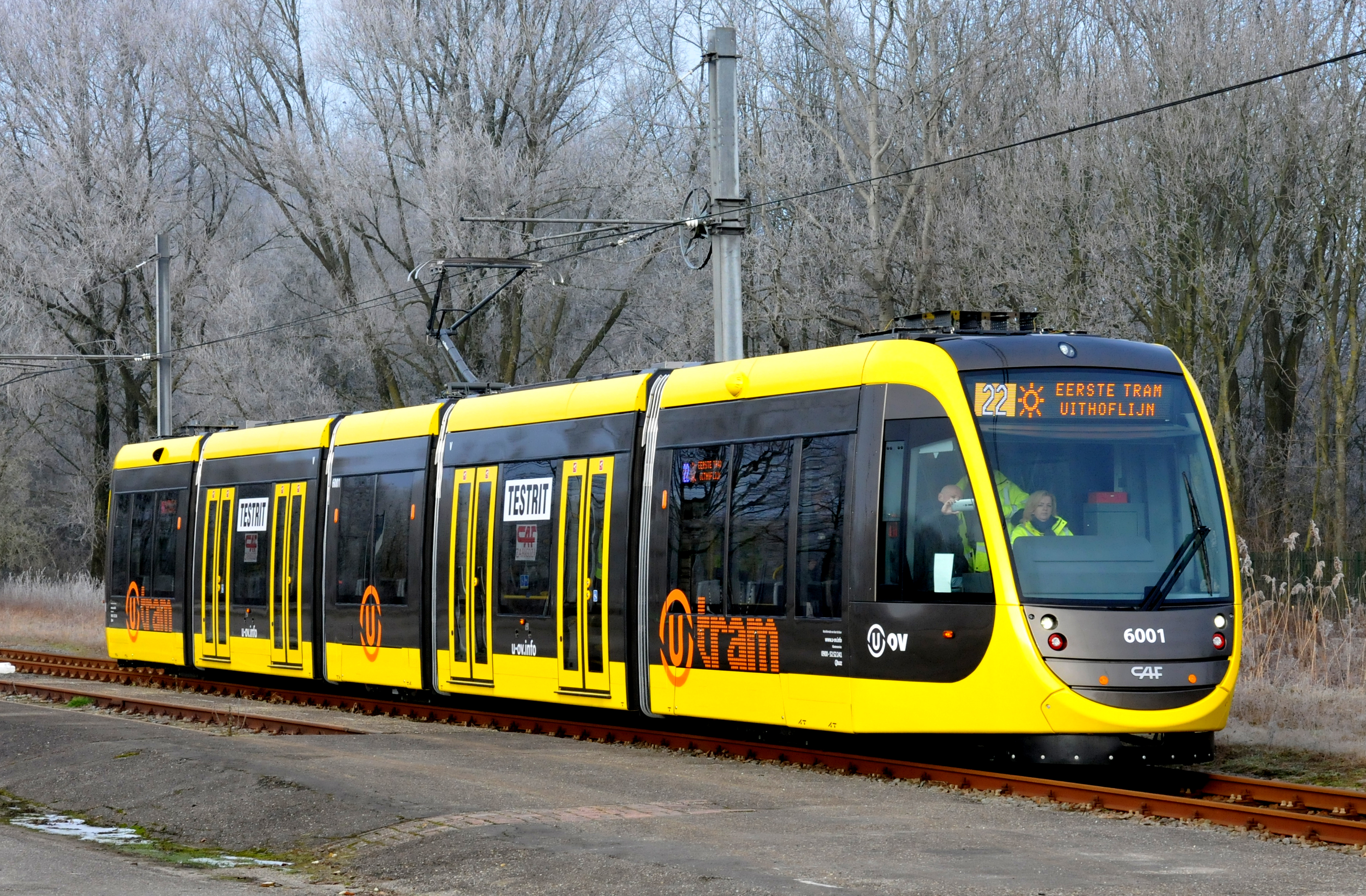
Die Straßenbahnlinie 22

#### Schiffsverkehr
Auch der Merwede-Kanal und dessen Erweiterung zum Amsterdam-Rhein-Kanal sind wichtig für Utrecht. In der Innenstadt werden Gaststätten und Restaurants regelmäßig mit Elektrobooten, wie dem Bierboot und dem Ecoboot, über den Kanal beliefert. Auch der Müll wird auf diesem Weg entsorgt.

#### Flugverkehr
Der Flughafen Schiphol der Hauptstadt Amsterdam ist etwa 40 Kilometer und 30 Minuten mit dem Zug, der Flughafen Rotterdam Den Haag ist etwa 65 Kilometer und der Flughafen Eindhoven ca. 90 Kilometer entfernt.

### Militär
Im Westen der Stadt liegt die Kromhoutkazerne. Die neue Kaserne, die von 2008 bis 2010 gebaut wurde, erstreckt sich über eine Fläche von insgesamt fast 19 Hektar. Die Kaserne besteht aus Büros, in denen das Hauptquartier der Königlichen Niederländischen Armee, die Defence Materiel Organisation und das Defence Support Command untergebracht sind. Insgesamt bietet die Kaserne über 3.300 Arbeitsplätze. Darüber hinaus wurden auf dem Kasernengelände Sport-, Versammlungs-, Restaurant- und Armeeeinrichtungen realisiert.

### Öffentliche Einrichtungen
Die meisten Gebäude der Universität Utrecht (niederländisch: Universiteit Utrecht – UU, vormals Rijksuniversiteit Utrecht – RUU) liegen im Universitätszentrum De Uithof am Südostrand der Stadt an der Autobahn Richtung De Bilt und Arnheim.

## Persönlichkeiten
Bekannte, in Utrecht geborene Persönlichkeiten sind unter anderem Papst Hadrian VI. (Papst vom 9. Januar 1522 bis zum 14. September 1523), die Schriftstellerin Isabelle de Charrière, der Architekt und Designer Gerrit Rietveld, die Autorin und Politikerin Anja Meulenbelt, der Fußballspieler und -trainer Marco van Basten, König Willem-Alexander sowie die Fußballspieler Wesley Sneijder und Ibrahim Afellay.

## Sonstiges
Es gibt eine Niederlassung des Holland Casino in Utrecht.
Am 8. September 2003 wurde in einem Vorort von Utrecht bei Baumarbeiten aus Versehen ein 45 Meter hoher Sendemast gefällt.
In der Stadt wurde 1986 das sogenannte Utrechter Modell eingeführt, das zum Schutz von Straßenprostituierten vor Gewalttaten und anderen Formen der Kriminalität die Ausübung ihrer Arbeit in einem geschützten und kontrollierten Bereich ermöglicht.
Einige ehemalige Stadtbahnfahrzeuge der Type E6/c6, welche in Wien die Linie U6 befuhren, wurden nach Utrecht verkauft, um im dortigen Straßenbahnnetz eingesetzt zu werden.
Von Georg Friedrich Händel gibt es das Utrechter Te Deum und Jubilate, das er im Auftrag von Queen Anne zur Feier des Friedens von Utrecht 1713 komponierte.
Der zehnte „libertäre Boekenmarkt“ („libertärer Büchermarkt“) fand im Dezember 2008 statt im Rahmen der Libertäre Buchmessen mit Lesungen, Workshops und Dokumentarausstellungen.
Der Fußball-Erstligist FC Utrecht trägt seine Heimspiele im Stadion Galgenwaard aus.
Im neu entstehenden Stadtteil „Cartesius“, wird ein Vehicle to Grid - Netz zur Abgabe von elektrischem Strom aus Antriebsakkus in das öffentliche Stromnetz installiert. Damit sollen im Bedarfsfall Stromschwankungen ausgeglichen werden.